# ムソロ
ムソロ（フランス語: Moussoro）はチャドの町である。バル・エル＝ガゼル州の州都である。

## 概要
チャド首都のンジャメナから北東300kmに位置し、ファヤ・ラルジョーへの道の途中にある。